# Zipfelkrötenfrosch

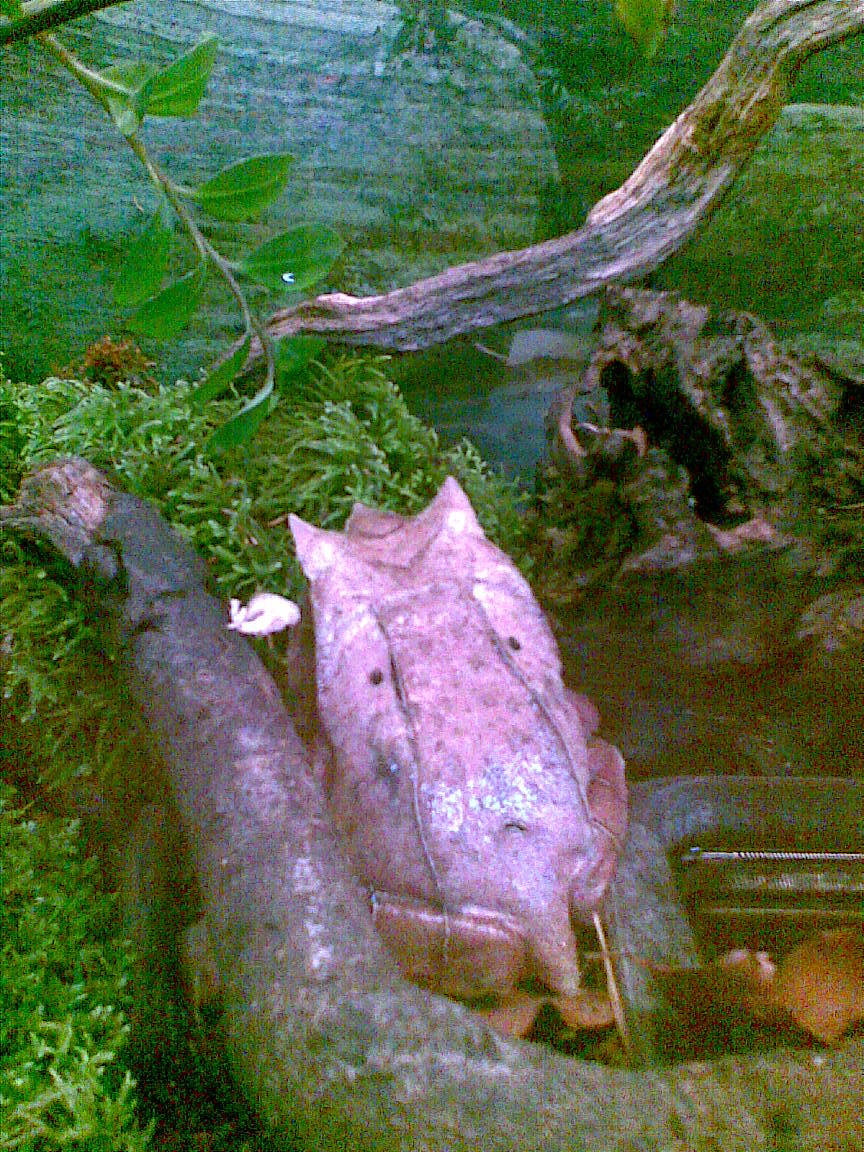
Rückenansicht

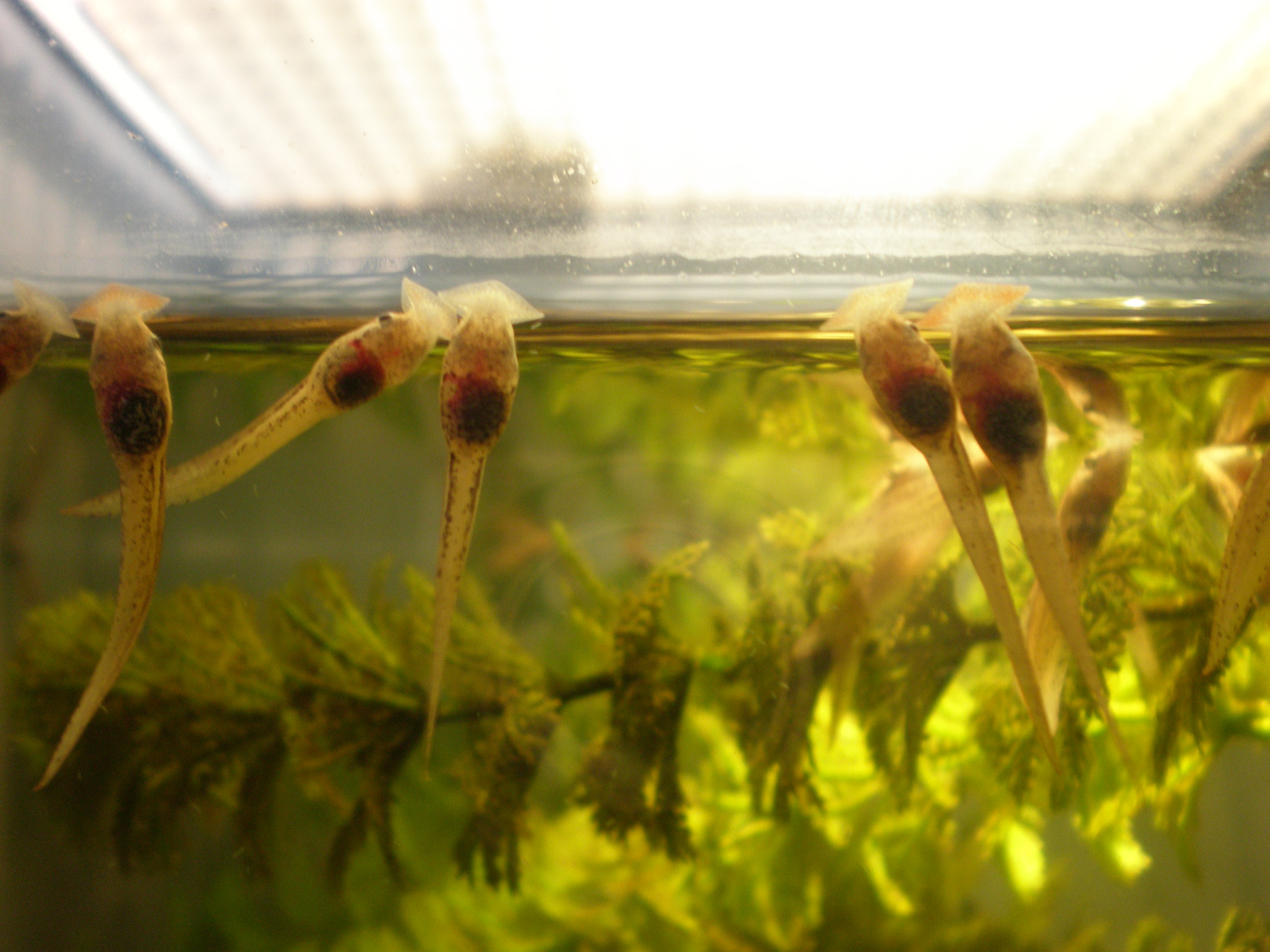
Kaulquappen im Aquarium beim Abweiden der Wasseroberfläche

Der Zipfelkrötenfrosch (Pelobatrachus nasutus, Synonym: Megophrys nasuta) ist eine Froschlurch-Art aus der Familie der Asiatischen Krötenfrösche (Megophryidae). 

## Merkmale
Der Zipfelkrötenfrosch ist ein sehr stämmiger, mittelgroßer bis großer Froschlurch. Die Beine sind kurz und schlank. Die Breite des Kopfes entspricht der Hälfte der Kopf-Rumpf-Länge. Am Vorderrand der Augenlider ist jeweils ein sehr großer, dreieckiger und spitzer Fortsatz vorhanden. Ein ähnlicher spitzer Fortsatz befindet sich an der Schnauzenspitze. Zwei Paare langer und schmaler Hautfalten sind auf dem Rücken vorhanden. Die Färbung variiert von einem hellen Lehmbraun bis zu einem rötlichen Braun. Auf dem Rücken können eine oder zwei dunkle Punkte vorhanden sein. Unter dem Auge an der Seite des Kopfes befindet sich meist ein breites, dunkles Mal.
Männchen erreichen eine Länge von 70 bis 105 Millimeter, Weibchen werden mit 90 bis 125 Millimeter etwas größer.

## Vorkommen
Das große Verbreitungsgebiet der Art erstreckt sich von Yala im Süden von Thailand über die Malaiische Halbinsel, Singapur, Tioman, Bintan, die Natuna-Inseln und Sumatra bis Borneo. Sie lebt in den Regenwäldern vom Flachland bis in Höhenlagen von 1000 Meter.

## Lebensweise
Wenn ein Sturm aufzieht, stoßen die Männchen des Zipfelkrötenfroschs Rufe aus, die wie eine laute Hupe klingen. Die Paarung findet in Fließgewässern mit geringer bis mäßiger Strömung statt. Die Kaulquappen leben an den flachen Stellen des Gewässers und verstecken sich oft zwischen in das Wasser hängenden Wurzelmatten.

## Gefährdung
Die Art wird von der International Union for Conservation of Nature and Natural Resources (IUCN) als nicht gefährdet eingestuft. Der Bestand gilt als stabil. Eine Bedrohung stellt die Zerstörung und Fragmentierung ihres Lebensraumes dar. Weiters wird sie für den nationalen wie den internationalen Heimtierhandel gesammelt, was sich auf Lokalpopulationen auswirken könnte.